# Ранис
Ранис (нем. Ranis) — город в Германии, в земле Тюрингия. 
Входит в состав района Заале-Орла. Подчиняется управлению Ранис-Цигенрюк.  Население составляет 1709 человек (на 31 декабря 2015 года). Занимает площадь 10,55 км². Официальный код  —  16 0 75 088.
Город подразделяется на 4 городских района.

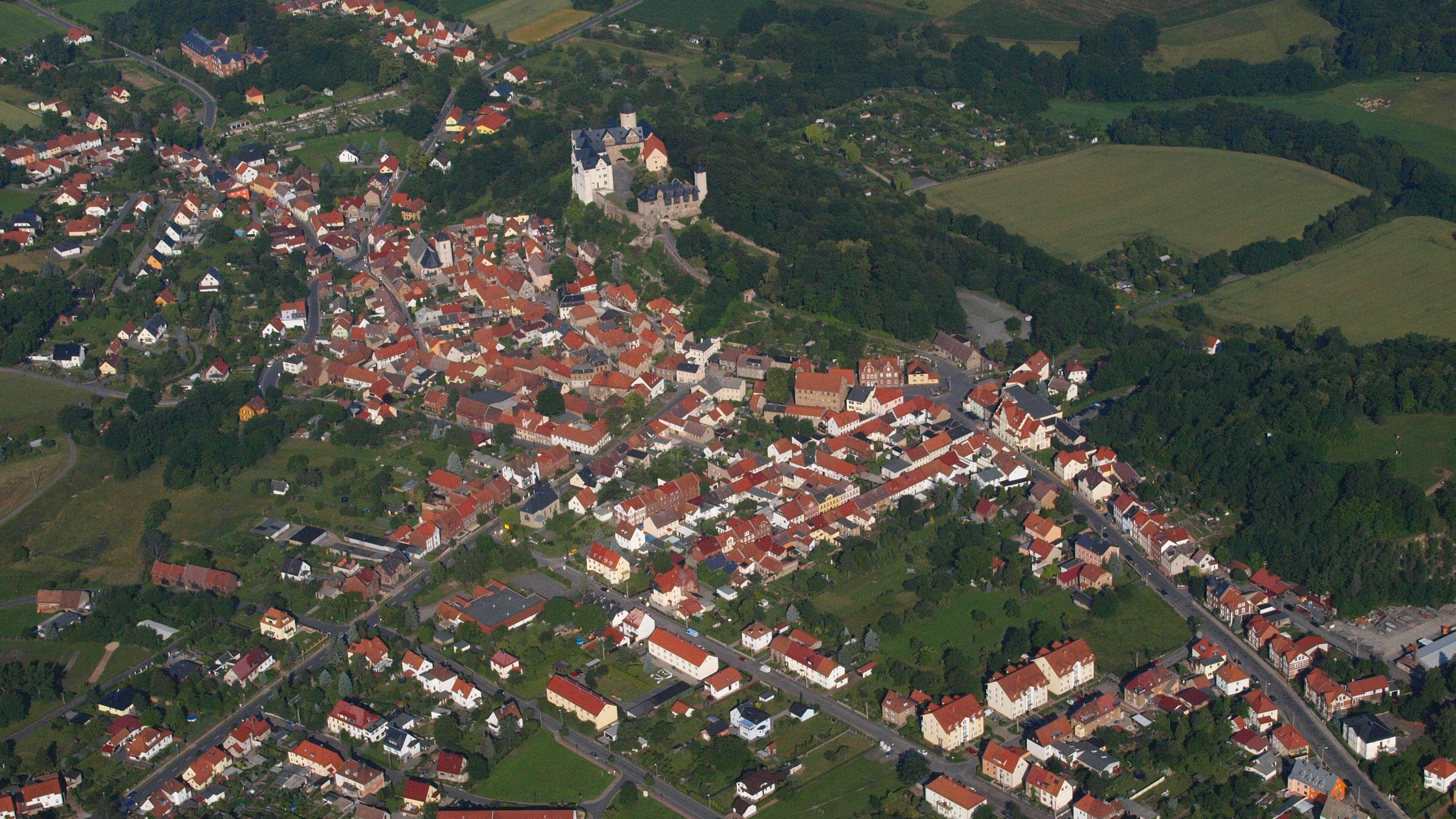
Вид с высоты птичьего полёта
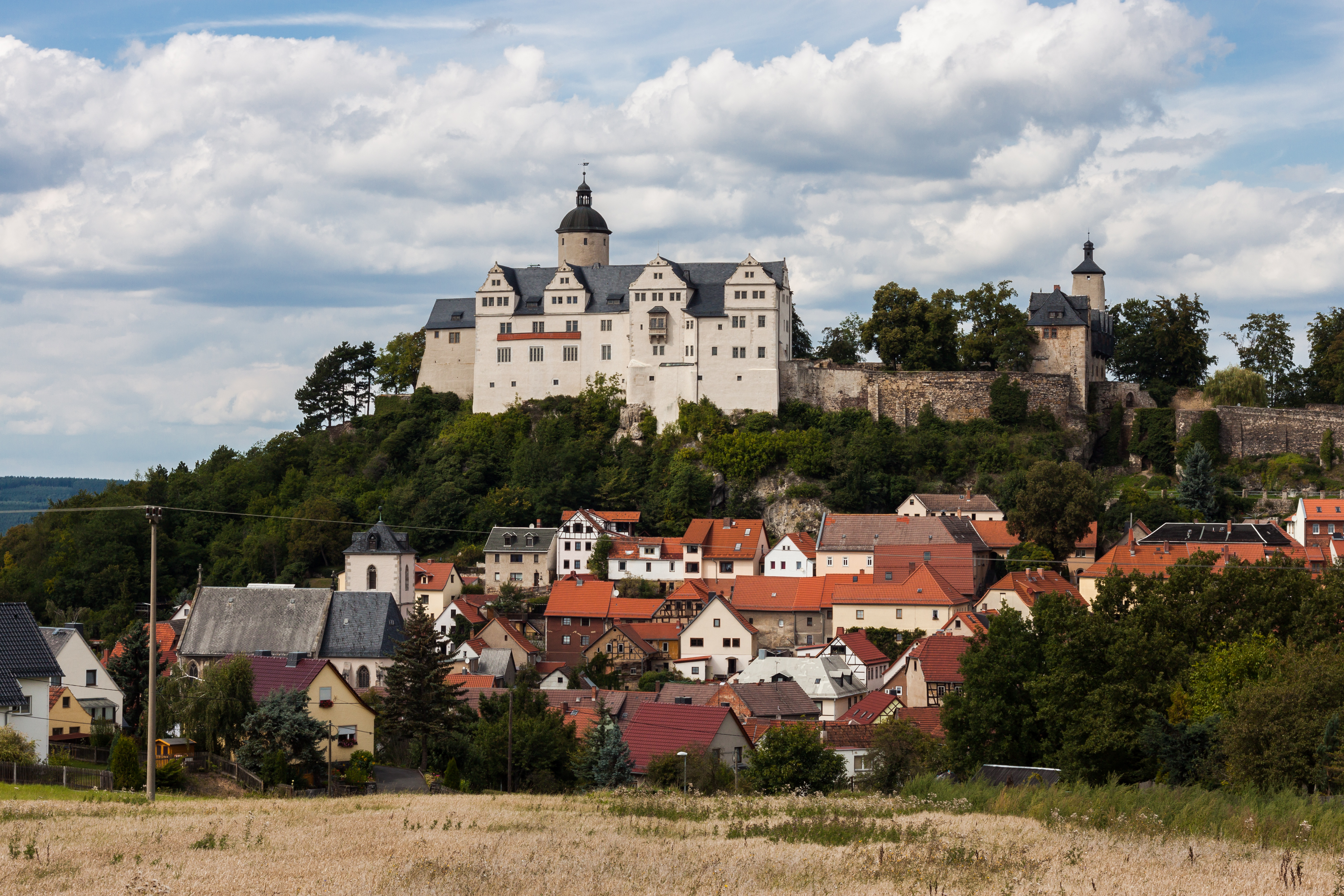
Возвышающийся над городом одноимённый замок

## Археология и палеогенетика

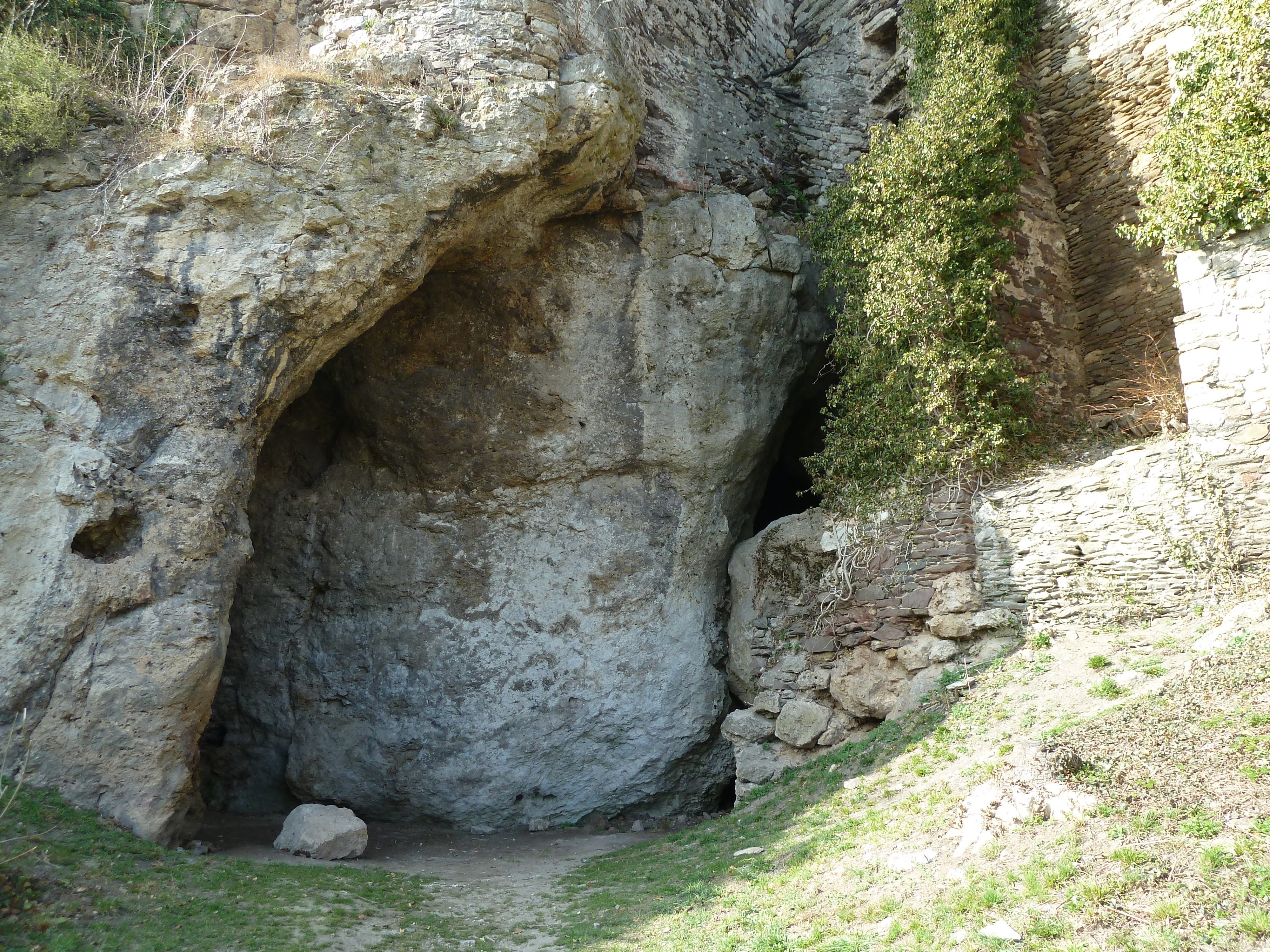
Пещера Ильзенхёле

Орудия культуры линкомбьен-ранис-ежмановице из двух слоëв в пещере Ильзенхёле, изготовленные Homo sapiens, датируются возрастом 45,8–47,5 и 46,8–43,3 тыс. лет. У 6 людей из пещеры Ильзенхёле определили митохондриальную гаплогруппу N, у одного (Ranis16/116-159199) — митохондриальную гаплогруппу R. У образца Ranis10 определили Y-хромосомную гаплогруппу F, у образцов Ranis13 и Ranis87 — Y-хромосомную гаплогруппу K2a-M2308>K2a1-M2335.